# Kelso (Misuri)
Kelso es una villa ubicada en el condado de Scott en el estado estadounidense de Misuri. En el Censo de 2010 tenía una población de 586 habitantes y una densidad poblacional de 713,74 personas por km².

## Geografía
Kelso se encuentra ubicada en las coordenadas 37°11′32″N 89°33′1″O / 37.19222, -89.55028. Según la Oficina del Censo de los Estados Unidos, Kelso tiene una superficie total de 0.82 km², de la cual 0.82 km² corresponden a tierra firme y (0%) 0 km² es agua.

## Demografía
Según el censo de 2010, había 586 personas residiendo en Kelso. La densidad de población era de 713,74 hab./km². De los 586 habitantes, Kelso estaba compuesto por el 98.63% blancos, el 0.17% eran afroamericanos, el 0% eran amerindios, el 0% eran asiáticos, el 0.17% eran isleños del Pacífico, el 0.51% eran de otras razas y el 0.51% pertenecían a dos o más razas. Del total de la población el 0.51% eran hispanos o latinos de cualquier raza.